# Теорема Менелая

Теорему Менелая пов'язують з Менелаєм з Александрії (бл. 100 до н. е.), це теорема про трикутник на площині. Нехай дано точки A, B, C, які утворюють трикутник ABC і точки D, E, F, які лежать на прямих BC, AC, AB. Тоді теорема стверджує, що якщо D, E, F колінеарні, то:
{\displaystyle {\frac {\overline {AF}}{\overline {FB}}}\cdot {\frac {\overline {BD}}{\overline {DC}}}\cdot {\frac {\overline {CE}}{\overline {EA}}}=-1}

Обернена теорема Менелая.  Якщо для точок D, E, F, які лежать на прямих BC, CA i AB, що визначають трикутник ABC виконується співвідношення {\displaystyle {\frac {\overline {AF}}{\overline {FB}}}\cdot {\frac {\overline {BD}}{\overline {DC}}}\cdot {\frac {\overline {CE}}{\overline {EA}}}=-1}, то ці точки лежать на одній прямій.
В цій рівності {\displaystyle {\overline {AB}}} та ін., означають лінійний розмір відрізків, який допускає від'ємне значення. Для прикладу, відношення {\displaystyle {\frac {\overline {AF}}{\overline {FB}}}} вважається додатнім тільки якщо пряма DEF перетинає сторону AB і так само для інших двох відношень.
Тригонометричний еквівалент:
{\displaystyle {\frac {\sin \angle BAA'}{\sin \angle A'AC}}\cdot {\frac {\sin \angle CBB'}{\sin \angle B'BA}}\cdot {\frac {\sin \angle ACC'}{\sin \angle C'CB}}=-1}, де всі кути — орієнтовані.
- В сферичній геометрії теорема Менелая набуває вигляду

{\displaystyle {\frac {\sin |AB'|}{\sin |B'C|}}\cdot {\frac {\sin |CA'|}{\sin |A'B|}}\cdot {\frac {\sin |BC'|}{\sin |C'A|}}=1.}
- У гіперболічній геометрії теорема Менелая набуває вигляду

{\displaystyle {\frac {\operatorname {sh} |AB'|}{\operatorname {sh} |B'C|}}\cdot {\frac {\operatorname {sh} |CA'|}{\operatorname {sh} |A'B|}}\cdot {\frac {\operatorname {sh} |BC'|}{\operatorname {sh} |C'A|}}=1.} 